# Lago subglaciale

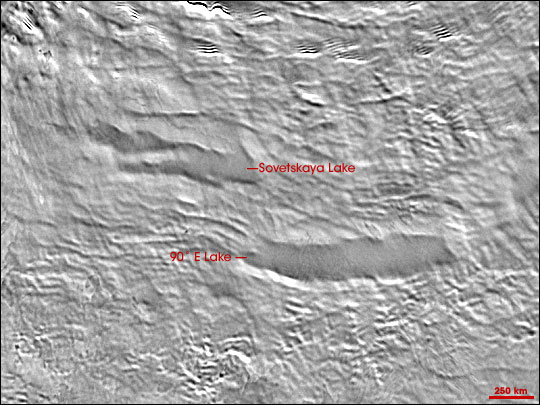
Immagine della NASA di due laghi subglaciali antartici

Un lago subglaciale è un lago che si trova sotto il ghiaccio di una calotta o cappa glaciale. Ci sono molti di questi laghi, tra cui quello di Vostok che, situato nell'Antartide orientale, sotto una coltre di ghiaccio di circa 4 km di spessore, è di gran lunga il più grande di cui si sia a conoscenza.
L'acqua del lago subglaciale è allo stato liquido sia a causa del calore geotermico sia a causa del fatto che la pressione dello strato di ghiaccio sovrastante il lago ne abbassa la temperatura di congelamento al di sotto degli 0 °C. I laghi subglaciali vengono considerati parte della categoria più generale dei laghi sotterranei.